# Ilie Dumitrescu
Pour les articles homonymes, voir Dumitrescu.
Ilie Dumitrescu est un footballeur roumain né le 6 janvier 1969 à Bucarest. 

## Biographie
Milieu offensif, il se révéla lors de la World Cup 94 en inscrivant les deux premiers buts et en étant passeur sur le troisième face à l'Argentine en huitièmes de finale, provoquant son élimination.
Ancien joueur des clubs espagnol FC Séville et anglais West Ham United, et membre de la « génération d'or » du football roumain. 
Le 10 août 2010, il devient l'entraineur du club le plus réputé de Roumanie, le Steaua Bucarest, succédant ainsi à son compatriote Victor Piturca limogé quelques jours auparavant.
Le 20 septembre 2010, il quitte ses fonctions d'entraîneur du Steaua Bucarest. 

## Palmarès
- Champion de Roumanie : 1989, 1993 et 1994 (Steaua Bucarest).
- Vainqueur de la Coupe de Roumanie : 1989 et 1992 (Steaua Bucarest).
- Vainqueur de la Supercoupe de Roumanie : 1998 (Steaua Bucarest).
- Finaliste de la Ligue des champions : 1989 (Steaua Bucarest).
- Meilleur buteur du Championnat de Roumanie : 1993 (24 buts)
- Entraîneur de l'année 2004 en Chypre (Apollon Limassol).
- 62 sélections et 20 buts avec l'équipe de Roumanie entre 1989 et 1998[1].